# Bargmannia lata
Bargmannia lata is een hydroïdpoliep uit de familie Pyrostephidae. De poliep komt uit het geslacht Bargmannia. Bargmannia lata werd in 1998 voor het eerst wetenschappelijk beschreven door Mapstone. 